# رولاند بيانكي
رولاند بيانكي (بالإيطالية: Rolando Bianchi) هو لاعب كرة قدم إيطالي بدأ مسيرته الاحترافية في عام 2004-2005 مع نادي كالياري الإيطالي لعب معهم 25 مباراة وسجل هدفين وفي عام 2005_2006 انتقل إلى نادي ريجينيا الإيطالي ولعب معهم موسمين شارك من خلالهم ب46 مباراة احرز من خلالهم 19 هدفا وفي عام 2007_2008 انتقل إلى نادي مانشستر سيتي الإنجليزي شارك ب19 مباراة واحرز 4 اهداف وفي نفس الموسم انتقل إلى نادي لاتسيو لعب معهم 15 مباراة سجل 4 اهداف وفي عام 2008_2009 انتقل إلى نادي تورينو لعب معهم 5 مواسم وشارك ب173 مباراة وسجل 77 هدف وفي عام 2013_2014 انتقل إلى نادي بولونيا لعب معهم 28 مباراة سجل من خلالهم 3 أهداف فقط ومن ثم انتقل إلى نادي اتلانتا في عام 2014_2015 لعب معهم 23 مباراة لم يسجل منهم أي هدف.